# The Great Cold Distance
The Great Cold Distance è il settimo album in studio del gruppo musicale svedese Katatonia, pubblicato il 13 marzo 2006 dalla Peaceville Records.

## Tracce
Testi di Jonas Renkse, musiche di Anders Nyström e Jonas Renkse, eccetto dove indicato.
1. Leaders – 4:20
2. Deliberation – 3:59 (musica: Anders Nyström, Jonas Renkse, Fredrik Norrman)
3. Soil's Song – 4:12
4. My Twin – 3:41
5. Consternation – 3:50
6. Follower – 4:45
7. Rusted – 4:21
8. Increase – 4:20
9. July – 4:45
10. In the White – 4:53
11. The Itch – 4:20
12. Journey Through Pressure – 4:20

Traccia multimediale nell'edizione speciale
1. My Twin (Video) – 3:40

Contenuto bonus nella riedizione del 2007
- CD

1. Displaced – 5:16
2. Dissolving Bonds – 3:43 (testo: Anders Nyström)

- DVD-A

1. The Great Cold Distance (5.1 Surround Sound Mix) – 53:45

Contenuto bonus nella riedizione del 2017
- CD 2 – B-Sides & Extras

1. My Twin (Opium Dub Version) – 4:18
2. Displaced – 5:16
3. Dissolving Bonds – 3:43 (testo: Anders Nyström)
4. In the White (Urban Dub) – 5:27
5. Code Against the Code – 3:31 (musica: Jonas Renkse)
6. Soil's Song (KL 2012 Remix) – 4:43
7. Unfurl – 4:49 (musica: Jonas Renkse)

- CD 3 – Live in Bulgaria with the Plovdiv Philharmonic Orchestra

1. Leaders – 4:42
2. Deliberation – 4:16 (musica: Anders Nyström, Jonas Renkse, Fredrik Norrman)
3. Soil's Song – 4:38
4. My Twin – 4:01
5. Consternation – 4:01
6. Follower – 4:58
7. Rusted – 4:40
8. Increase – 4:39
9. July – 5:00
10. In the White – 5:33
11. The Itch – 5:20
12. Journey Through Pressure – 5:03

- DVD

1. The Great Cold Distance (5.1 Surround) – 53:45
2. Live in Bulgaria with the Plovdiv Philharmonic Orchestra (5.1 Surround) – 56:51

## Formazione
Gruppo
- Jonas Renkse – voce, arrangiamento, tastiera, loop, programmazione, chitarra
- Anders Nyström – chitarra, arrangiamento, tastiera, loop, programmazione, cori
- Fredrik Norrman – chitarra
- Mattias Norrman – basso
- Daniel Liljekvist – batteria, cori

Altri musicisti
- Jens Bogren – tastiera, loop, programmazione
- David Castillo – tastiera, loop, programmazione
- Peter Damin – percussioni, batteria aggiuntiva (traccia 12)
- Andreas Åkerberg – cori

Produzione
- Anders Nyström – produzione
- Jonas Renkse – produzione
- Jens Bogren – coproduzione, missaggio, ingegneria del suono, mastering
- David Castillo – coproduzione, missaggio, ingegneria del suono
- Thomas Eberger – mastering

## Classifiche
| Classifica (2006) | Posizione massima |
| ----------------- | ----------------- |
| Finlandia         | 8                 |
| Svezia            | 42                |